# Eric Crockford
Eric Bertram Crockford (ur. 13 października 1888 w Wylde Green, zm. 17 stycznia 1958 w Four Oaks) – brytyjski hokeista na trawie. Na igrzyskach olimpijskich w Antwerpii 1920 wraz z drużyną zdobył złoty medal. W latach 1911–1922 uprawiał także krykieta.